# Крас, Оливер
Оливер Крас (англ. Oliver Kraas; род. 18 апреля 1975, Джермистон, Гаутенг) — южноафриканский лыжник, участник двух Олимпийских игр и четырёх чемпионатов мира.

## Карьера
В Кубке мира Крас дебютировал 18 января 2004 года, всего за карьеру стартовал в 21-й гонке в рамках Кубка мира, но не поднимался в них выше 38 места, и кубковых очков не завоёвывал.
На Олимпийских играх 2006 года в Турине занял 57-е место в спринте свободным ходом, кроме того стартовал в гонках на 15 и 50 км, но в обеих сошёл с дистанции.
На Олимпийских играх 2010 года в Ванкувере был 61-м в спринте классическим стилем.
За свою карьеру принимал участие в четырёх чемпионатах мира, лучший результат — 23-е место в командном спринте на чемпионате мира 2005 года, а в личных гонках — 46-е место в спринте на чемпионате мира 2007 года.